# آربلائز
آربلائز (انگلیسی: Arbeláez) نام شهری در کشور کلمبیا است.